# Ituporanga
Ituporanga est une ville brésilienne de l'État de Santa Catarina.

## Histoire
La construction d'une route entre Alfredo Wagner (appelé Barracão à l'époque) et Rio do Oeste amena les premiers colons dans la région de l'actuelle Ituporanga. Descendants d'allemands, d'italiens et de portugais, ils arrivèrent à partir de 1912. La principale activité de la localité était alors l'exploitation forestière, mais la culture de l'oignon se développa rapidement. Jusqu'en 1924, la ville s'appelait Generosópolis, mais une cascade sur le rio Itajaí-Açu lui fit donner le nom de Salto Grande (« grand saut » en français). La ville changea définitivement de nom car une autre ville portait déjà le nom de Salto Grande (dans l'État de São Paulo) - sans en perdre le sens toutefois, Ituporanga signifiant « grand saut » en tupi-guarani.

## Géographie
Ituporanga est située dans la haute-vallée du rio Itajaí. La ville est traversée par le rio Itajaí do Sul, sujets à des crues fréquentes, comme en 1983 et 1984. Le climat est instable, sans saisons marquées. Les hivers sont humides et les étés très chauds (s'approchant des 40 °C) et avec une importante humidité relative.
Elle se situe à une latitude de 27° 24′ 52″ sud et à une longitude de 49° 36′ 09″ ouest, à une altitude de 360 mètres.
Sa population était de 22 255 habitants au recensement de 2010. La municipalité s'étend sur 337 km2.
Elle est le principal centre urbain de la microrégion d'Ituporanga, dans la mésorégion de la vallée du rio Itajaí.

## Agriculture
Ituporanga est surnommée « capitale nationale de l'oignon ». Elle fournit 12 % du marché brésilien en oignon et en exporte près de 2 000 tonnes vers l'Europe chaque année sur une production totale de 90 000 tonnes. 
On y cultive également le tabac, le maïs et le haricot. On y élève principalement des poulets, des bovins et des porcs.

## Événements
La « fête nationale de l'oignon » (Festa Nacional da Cebola en portugais) se tient tous les ans depuis 1981. Elle a pour but de présenter les produits régionaux et les qualités des oignons ainsi que de favoriser son exportation vers le Mercosul. De renommée nationale depuis 1985, elle se déroule depuis au « parc national de l'oignon », dans la localité de Cerro Negro. Ce centre couvre aujourd'hui plus de 260 000 m2 pour une surface construite de 15 000 m2.
Les festivités associées à la foire attirent des visiteurs de toute la région, ainsi que du Brésil entier et des pays voisins.

## Administration
La municipalité est constituée de deux districts :
- Ituporanga (siège du pouvoir municipal)
- Rio Bonito

## Villes voisines
Ituporanga est voisine des municipalités (municípios) suivantes :
- Aurora
- Presidente Nereu
- Vidal Ramos
- Imbuia
- Alfredo Wagner
- Chapadão do Lageado
- Petrolândia
- Atalanta
- Agronômica